# Tony Johannot
Pour les articles homonymes, voir Johannot.
Antoine Johannot, dit Tony Johannot, né le 9 novembre 1803 à Offenbach-sur-le-Main en Allemagne et mort le 4 août 1852 à Paris, est un graveur, illustrateur et peintre français.

## Biographie
Le père de Tony Johannot, François Johannot (né vers 1760, mort en 1838), dirigeait une manufacture de soieries en Allemagne, où la famille, originaire du Vivarais, était venue s’établir après la révocation de l’édit de Nantes,. Il était aussi peintre, et participa au développement de la lithographie en France. Les deux frères aînés de Tony, Charles et Alfred, étaient des graveurs, et Alfred fut également peintre et dessinateur. Tony apprit la gravure avec ses frères et exécuta avec Alfred des gravures sur acier pour des œuvres de James Fenimore Cooper et de Walter Scott. Par la suite, Tony Johannot se tourna vers la gravure sur bois, pour revenir à l’eau-forte à partir de 1845.
Il fut un illustrateur des plus recherchés, du fait de l’élégance, de la diversité, du caractère vivant de ses dessins, qui furent gravés par lui-même ou par des graveurs tels que Jacques Adrien Lavieille, Émile Montigneul, Auguste II Blanchard, Augustin Burdet, Amédée Maulet, Jean-François Pourvoyeur et Alfred Revel. Théophile Gautier lui a rendu cet hommage : 

« Tony Johannot est sans contredit le roi de l’illustration. Il y a quelques années, un roman, un poème ne pouvait paraître sans une vignette sur bois signée de lui : que d’héroïnes à la taille frêle, au col de cygne, aux cheveux ruisselants, au pied imperceptible, il a confiées au papier de Chine ! Combien de truands en guenilles, de chevaliers armés de pied en cap, de tarasques écaillées et griffues, il a semé sur les couvertures beurre-frais ou jaune-serin des romans du Moyen Âge ; toute la poésie et toute la littérature ancienne et moderne lui ont passé par les mains : la Bible, Molière, Cervantes, Jean-Jacques Rousseau, Walter Scott, Lord Byron, Bernardin de Saint-Pierre, Goethe, Chateaubriand, Lamartine, Victor Hugo, il les a tous compris. – Ses dessins figurent dans ces volumes admirables, et nul ne les trouve déplacés. – À côté de ces pages sublimes, de ces vers harmonieux, ils sont un ornement et non une tache ; ce que tant de génies divers ont rêvé, il a pu le rendre et le transporter dans son art. »

En tant que peintre d'histoire, il exposa pour la première fois au Salon de 1831.

## Œuvres

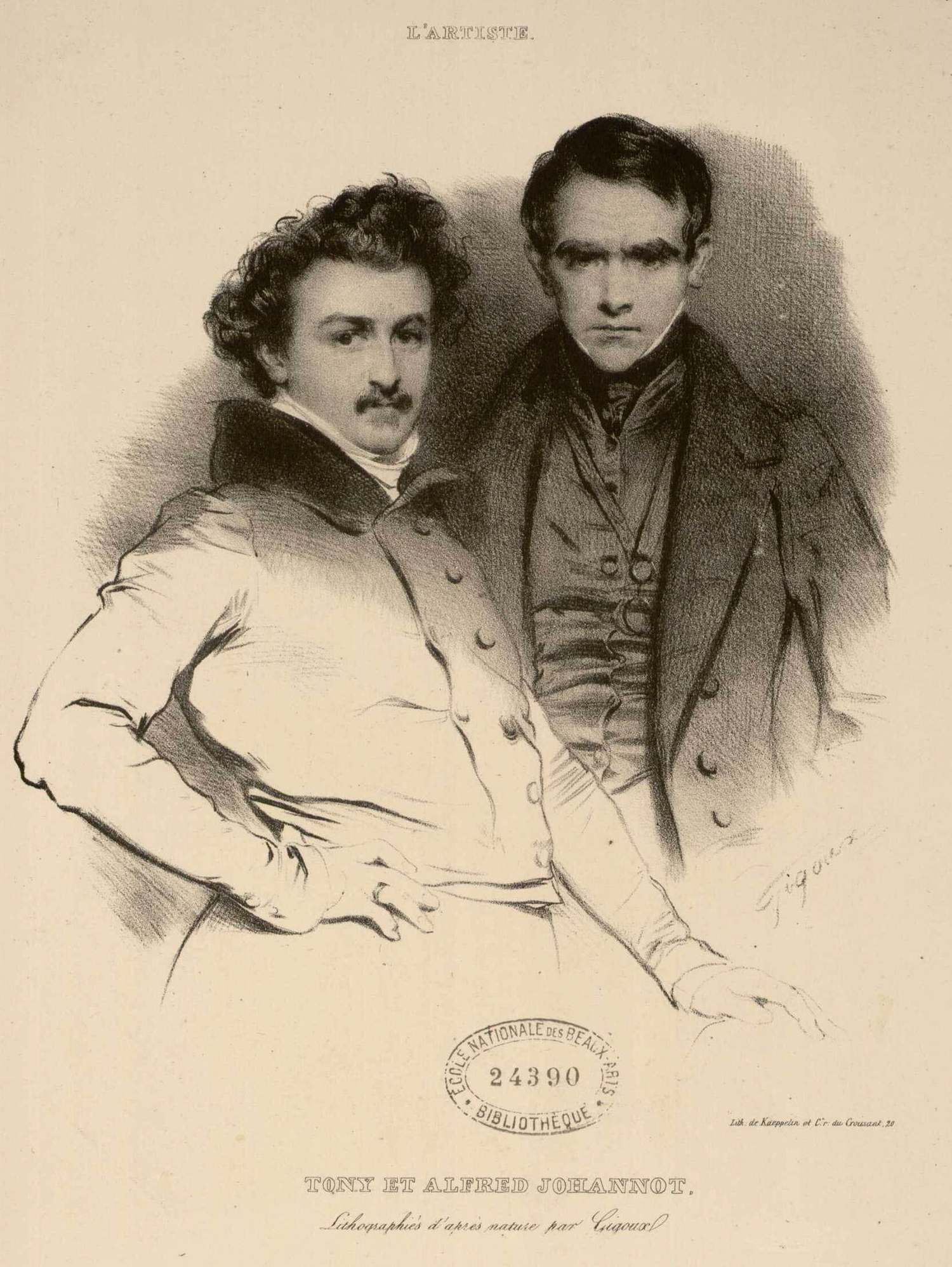
Tony et Alfred Johannot.

Seul ou avec d’autres, Tony Johannot a illustré de nombreux textes, tant pour des revues que pour des livres : 
- Revues : Revue des deux Mondes, L'Artiste, L'Illustration, Le Magasin pittoresque
- Illustrations Le dernier des Mohicans et les Puritains de l'Amérique - 1826
  - Mohican tenant une femme sur son épaule [5] (musée du Nouveau Monde, La Rochelle)
  - Huron qui se fait passer par traitrise pour un Mohawk[6] (musée du Nouveau Monde, La Rochelle)
  - Femme tenant un jeune enfant sur ses genoux[7] (musée du Nouveau Monde, La Rochelle)
  - Un soldat pointe son fusil sur un Mohican[8] (musée du Nouveau Monde, La Rochelle)

### Livres

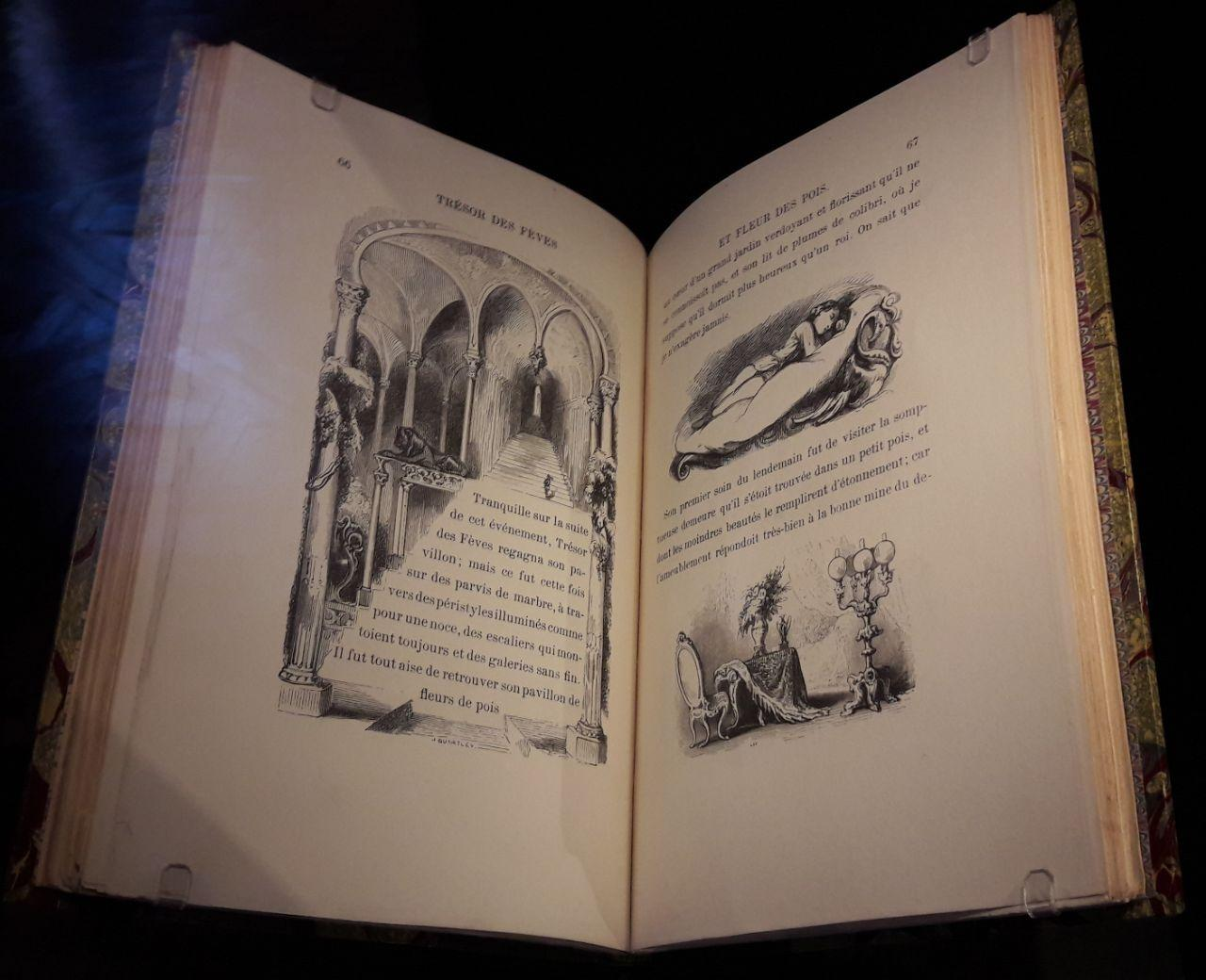
Livre de Charles Nodier illustré par Tony Johannot en 1853.

- 1830 : Histoire du Roi de Bohême et de ses sept châteaux de Charles Nodier ;
- 1832 : Les Consultations du Docteur-Noir. Première consultation : Stello ou les Diables bleus (Blue Devils) d'Alfred de Vigny.
- 1834 : Théâtre complet de M. Eugène Scribe en 1834 - 2de édition, chez Aimé André
- 1835-1836 : Œuvres illustrées de Molière
- 1836-1837 : Don Quichotte de Cervantes
- 1837 : Scènes de la vie adolescente, de Stéphen de la Madelaine, dédiées à S.A.R. le Duc d'Aumale, avec des gravures d'après des dessins de Tony Johannot (Paris : Lehuby, 1837).
- 1838 : Paul et Virginie de Bernardin de Saint-Pierre
- 1839 : Manon Lescaut de l’Abbé Prévost
- Le Sage " Le diable boiteux " illustré par Tony Johannot précédé d'une notice sur Le Sage par M. Jules Janin, Ernest Bourdin et Cie, Éditeurs, Paris, 1840
- 1840-1842 : Les Français peints par eux-mêmes
- 1841: Voyage sentimental  de Laurence Sterne traduction Jules Janin
- 1842 : L'Âne mort de Jules Janin
- 1843 : Voyage où il vous plaira de Musset et Stahl chez Hetzel[9]
- 1842-1852 : La Comédie humaine de Balzac dans l'édition Furne
- 1845 : La Bretagne ancienne et moderne de Pitre-Chevalier
- 1847 : Le Faust de Goethe par M. Henri Blaze. Édition illustrée par M. Tony Johannot, chez Michel Lévy Frères Libraires-Éditeurs / Dutertre Libraire-Éditeur, Paris.
- 1849-1850 : Raphaêl de Lamartine, Perrotin ed.
- 1852-1856 : Œuvres illustrées de George Sand
- 1853 : Charles Nodier (ill. Tony Johannot), Trésor des Fèves et Fleur des Pois ; Le génie Bonhomme ; Histoire du chien de Brisquet, Paris, Hetzel, 1853 (BNF 31021267, lire en ligne)
- Contes de Charles Nodier (Hetzel, sans date) : Trilby, Inès de la Sierras, Smarra, La Neuvaine de la Chandeleur, Baptiste Montauban. (gravures sur acier)

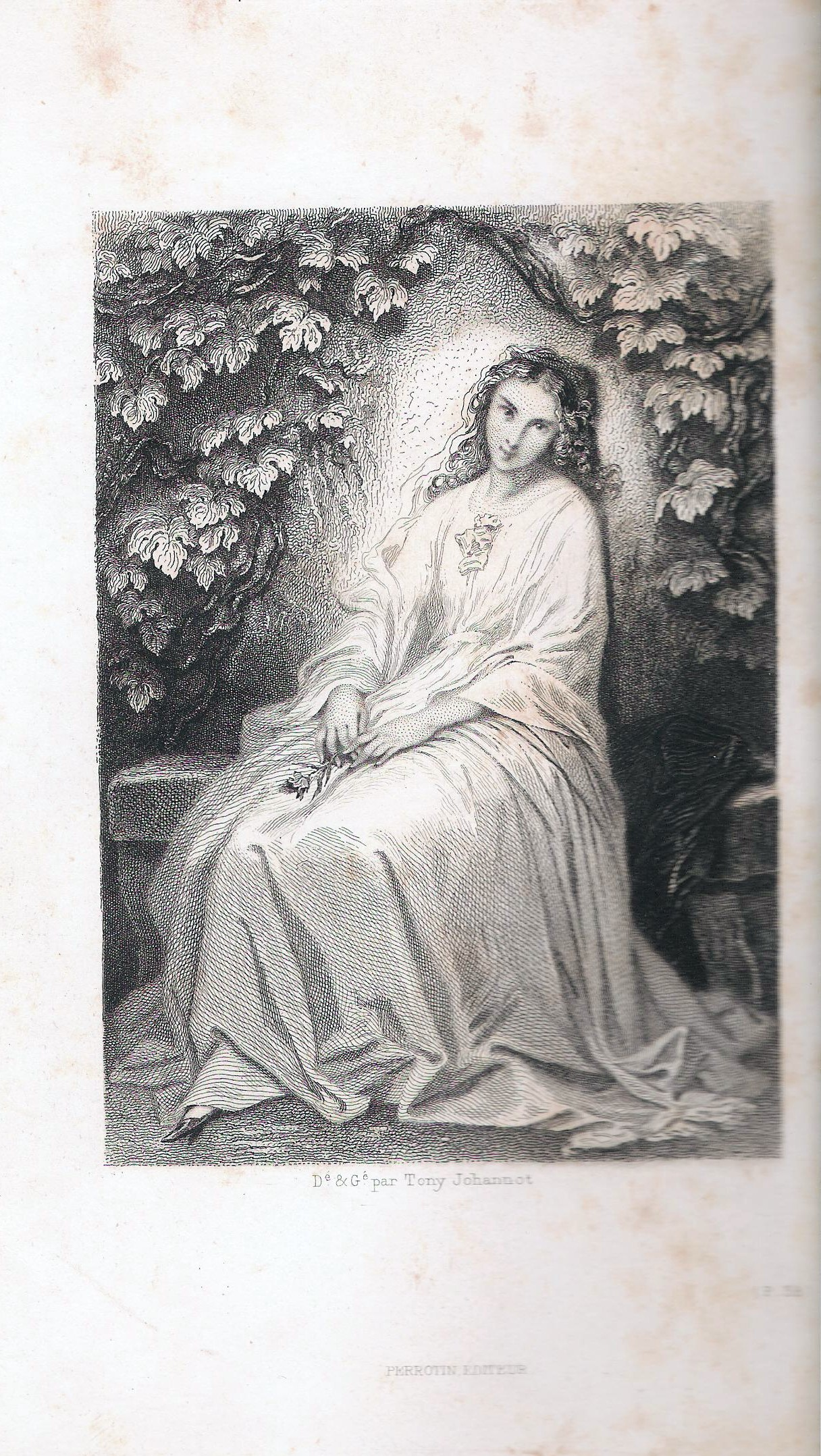
Raphael de Lamartine
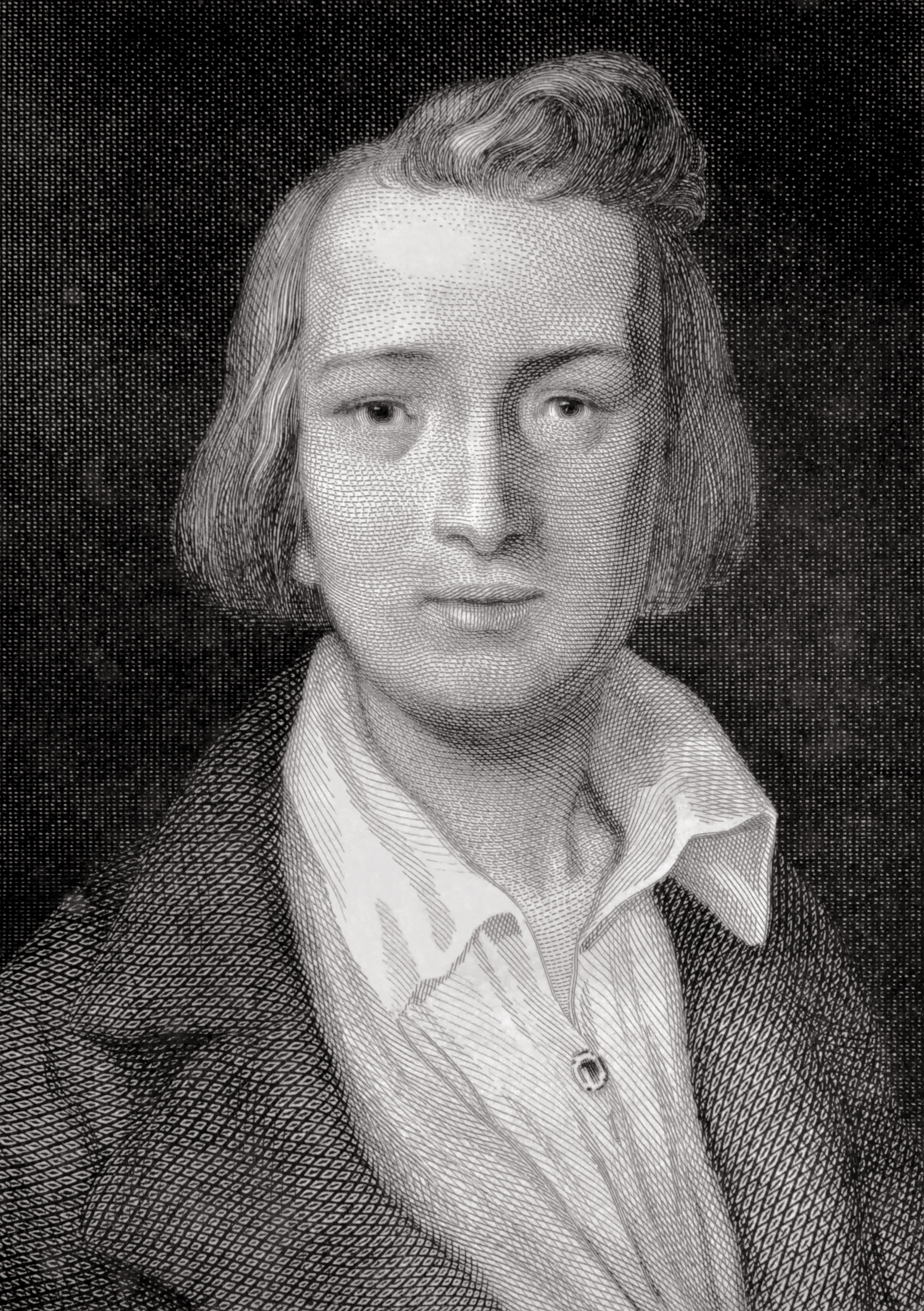
Illustration de Tony Johannot pour Heinrich Heine
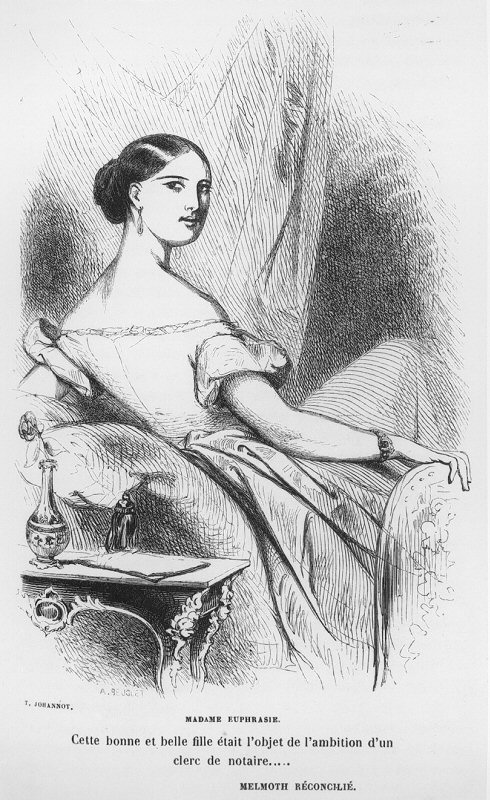
Illustration de Tony Johannot pour la Comédie humaine de Balzac
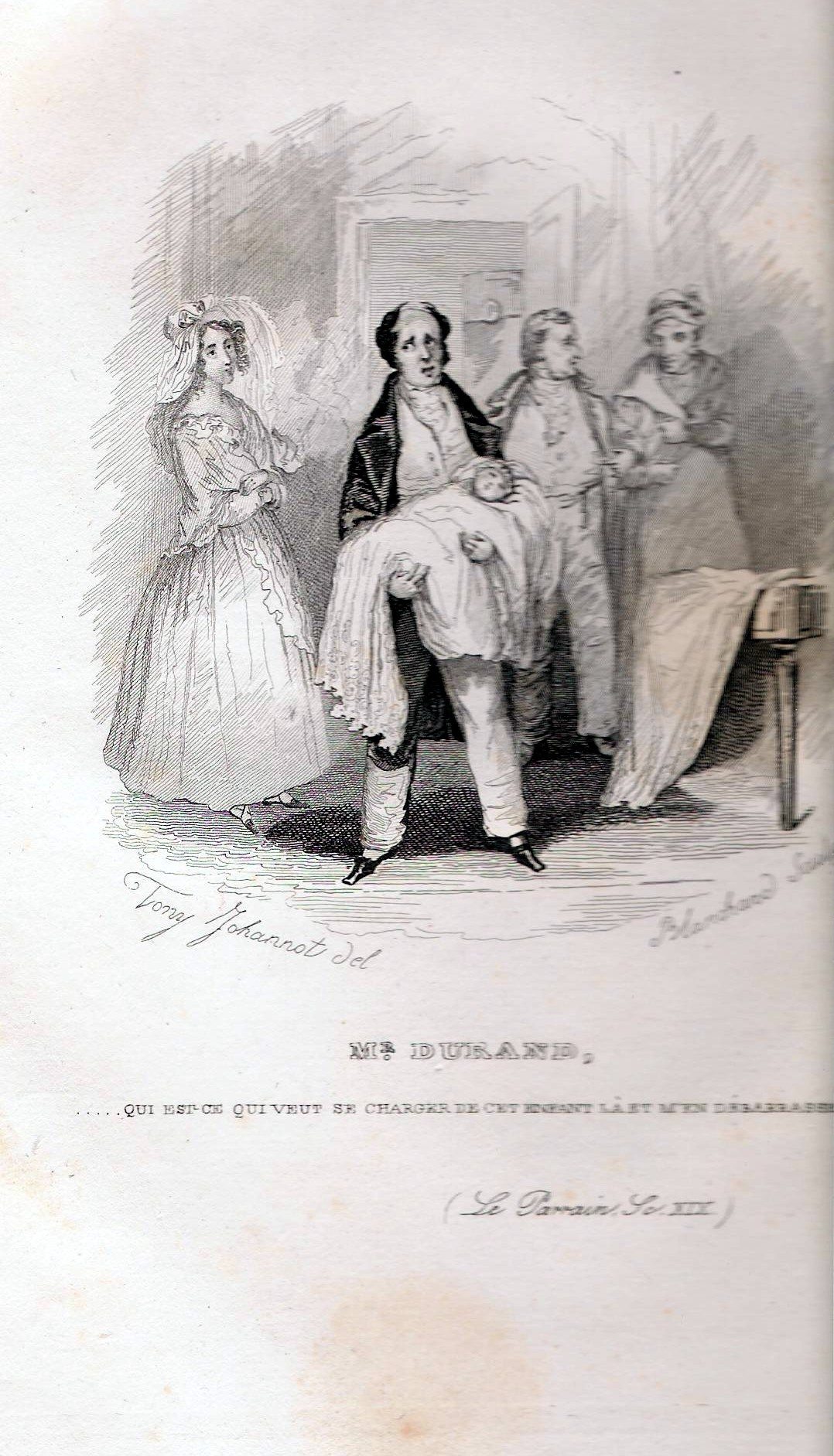
Théâtre de Scribe : Mr Durand
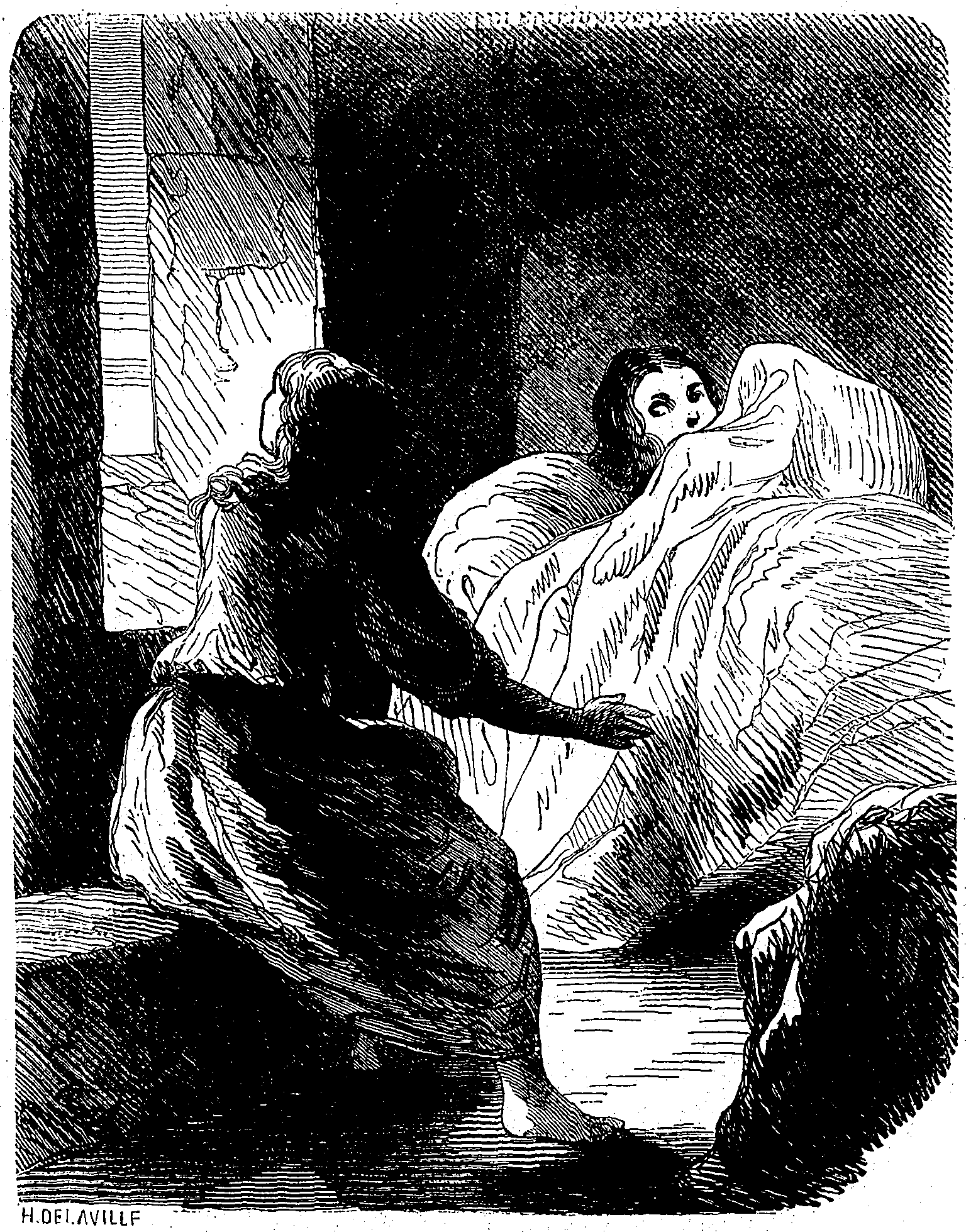
Jeanne et Claudie inquiétés par des bruits nocturnes, dessin en noir et blanc de Tony Johannot (gravure de A. Delaville) pour les Œuvres illustrées de George Sand, Jeanne, 1853.

## Élèves
- Charles Carey